# Enter Suicidal Angels
Enter Suicidal Angels – trzeci minialbum szwedzkiego melodic death metalowego zespołu Dark Tranquillity. Wydawnictwo ukazało się 25 listopada 1996 roku nakładem wytwórni płytowej Osmose Productions.
Nagrania zostały zarejestrowane latem 1996 roku w znajdującym się w Göteborgu Studio Fredman we współpracy z Fredrik'iem Nordström'em w trakcie sesji nagraniowej do albumu The Mind’s I. Z tego wydawnictwa jedynie utwór "Zodijackyl Light" pojawił się na oryginalnej edycji albumu. Pozostałe utwory pojawiły się na wznowieniach The Mind’s I odpowiednio z 2004 i 2005 roku.
Większość utworów na tej płycie została utrzymana w stylu klasycznego melodic death metalu, jednak ostatni utwór "Archetype", skomponowany przez Fredrik'a Johansson'a i producenta Fredrik'a Nordström'a jest kompozycją w stylu industrialu i techno. Do 2016 roku był to jedyny album Dark Tranquillity, na którym w pisaniu utworów nie brał udziału Martin Henriksson.
W 2010 roku albun został wznowiony na płycie winylowej i ponownie w 2021 przez Century Media Records z nową okładką.

## Lista utworów
Opracowane na podstawie materiału źródłowego.
| Nr | Tytuł utworu       | Słowa         | Muzyka                           | Długość |
| -- | ------------------ | ------------- | -------------------------------- | ------- |
| 1. | „Zodijackyl Light” | Mikael Stanne | Niklas Sundin, Fredrik Johansson | 3:59    |
| 2. | „Razorfever”       | Stanne        | Sundin, Anders Jivarp            | 3:16    |
| 3. | „Shadowlit Facade” | Stanne        | Johansson                        | 3:25    |
| 4. | „Archetype”        | Stanne        | Johansson, Fredrik Nordström     | 4:29    |

## Twórcy
Opracowane na podstawie materiału źródłowego.
| - Martin Henriksson – gitara basowa - Anders Jivarp – perkusja - Fredrik Johansson – gitara - Mikael Stanne – śpiew - Niklas Sundin – gitara, oprawa graficzna | - Michael Nicklasson – wokal wspierający w utworze "Zodijackyl Light" - Fredrik Nordström – produkcja, miksowanie - Kenneth Johansson – zdjęcia (na okładce) |